# Ueli Bodenmann
Ueli Bodenmann (ur. 14 marca 1965 w St. Gallen) – szwajcarski wioślarz. Srebrny medalista olimpijski z Seulu.
Zawody w 1988 były jego pierwszymi igrzyskami olimpijskimi. W 1988 zajął drugie miejsce w dwójce podwójnej, zwyciężyli Holendrzy Ronald Florijn i Nico Rienks. Partnerował mu Beat Schwerzmann. W czwórce podwójnej był wicemistrzem świata w 1990 i zajął czwarte miejsce na igrzyskach w 1992 oraz piąte w 1996.